# Dungeness Spit

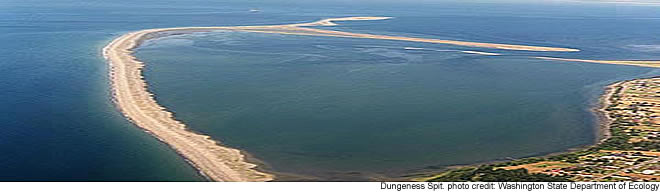
Dungeness Spit vanuit de lucht.

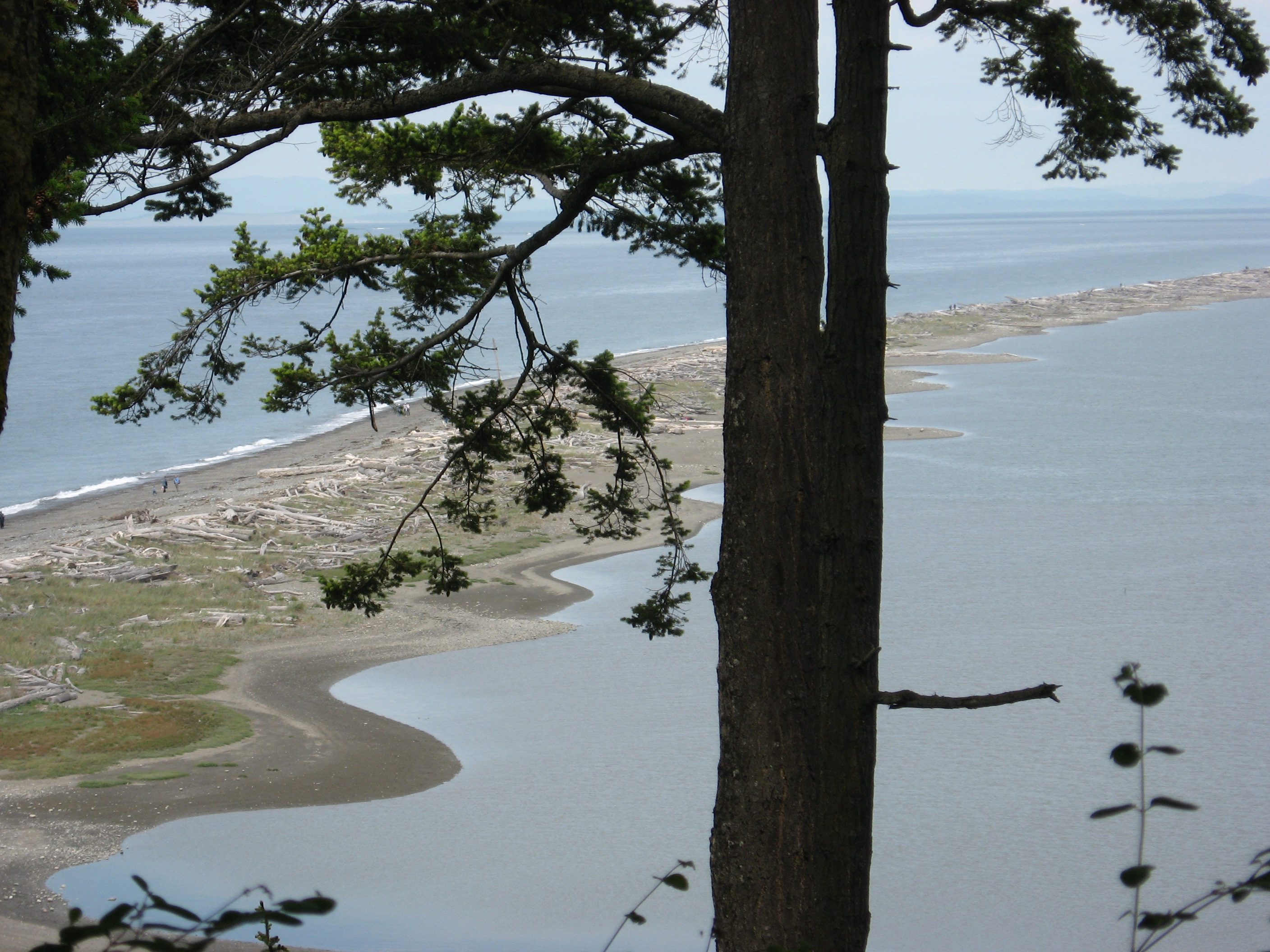
De Dungenessschoorwal gezien vanaf het land.

Dungeness Spit (Dungenessschoorwal) is een negen kilometer lange schoorwal aan de noordkust van de Amerikaanse staat Washington. De schoorwal steekt in de Straat van Juan de Fuca. Het water aan de binnenzijde van de schoorwal wordt Dungeness Bay of Dungeness Harbor genoemd. De Dungeness Spit ligt in het Dungeness National Wildlife Refuge. Op de uiterste punt staat een vuurtoren, de New Dungeness Light Station.

## Ontdekking
De schoorwal werd voor het eerste in 1790 door de Spaanse ontdekkingsreiziger Juan Carraco gezien. Twee jaar later passeerde kapitein George Vancouver de spit. Hij gaf het de naam New Dungeness naar Dungeness in Kent in Engeland. George Vancouver schreef in zijn logboek: "The low sandy point of land, which from its great resemblance to Dungeness in the British Channel, I called New Dungeness."

## Beschrijving
Dungeness Spit is de grootste natuurlijke schoorwal van de Verenigde Staten. Het heeft een oppervlakte van ruim 120 hectare, maar er wordt nog steeds zand afgezet en de schoorwal groeit dus nog steeds. In de afgelopen 20 jaar is het gemiddeld met 5 meter per jaar aangegroeid. De schoorwal steekt weinig boven het zeewater uit, is op sommige plaatsen slechts 15 meter breed en kan bij zware stromen overstromen.
Dungeness Spit ligt aan de noordkant van het schiereiland Olympic bij Clallam County in de staat Washington. Vlak bij land begint de schoorwal in noordoostelijke richting en buigt halverwege af in oostelijke richting. Ongeveer halverwege is er een tweede schoorwal die naar het zuiden, richting land, steekt. Deze zogenaamde Graveyard Spit splitst de ingesloten baai doormidden. Ten oosten van de Graveyard Spit ligt Dungeness Bay en ten westen, bijna volledig ingesloten door beide schoorwallen, Dungeness Harbor. In Dungeness Bay ligt ook de monding van de Dungenessrivier.
De schoorwal is gedurende het gehele jaar open voor bezoek. Bij vloed is de schoorwal moeilijk te belopen vanwege het aangespoelde hout op de vloedlijn.
In de relatief kalme baai vinden veel vogels voedsel. In 1915 kreeg de baai een beschermde status, de Dungeness National Wildlife Refuge werd in dat jaar opgericht. Meer dan 250 verschillende vogels zijn over de jaren gesignaleerd.

## Dungeness vuurtoren

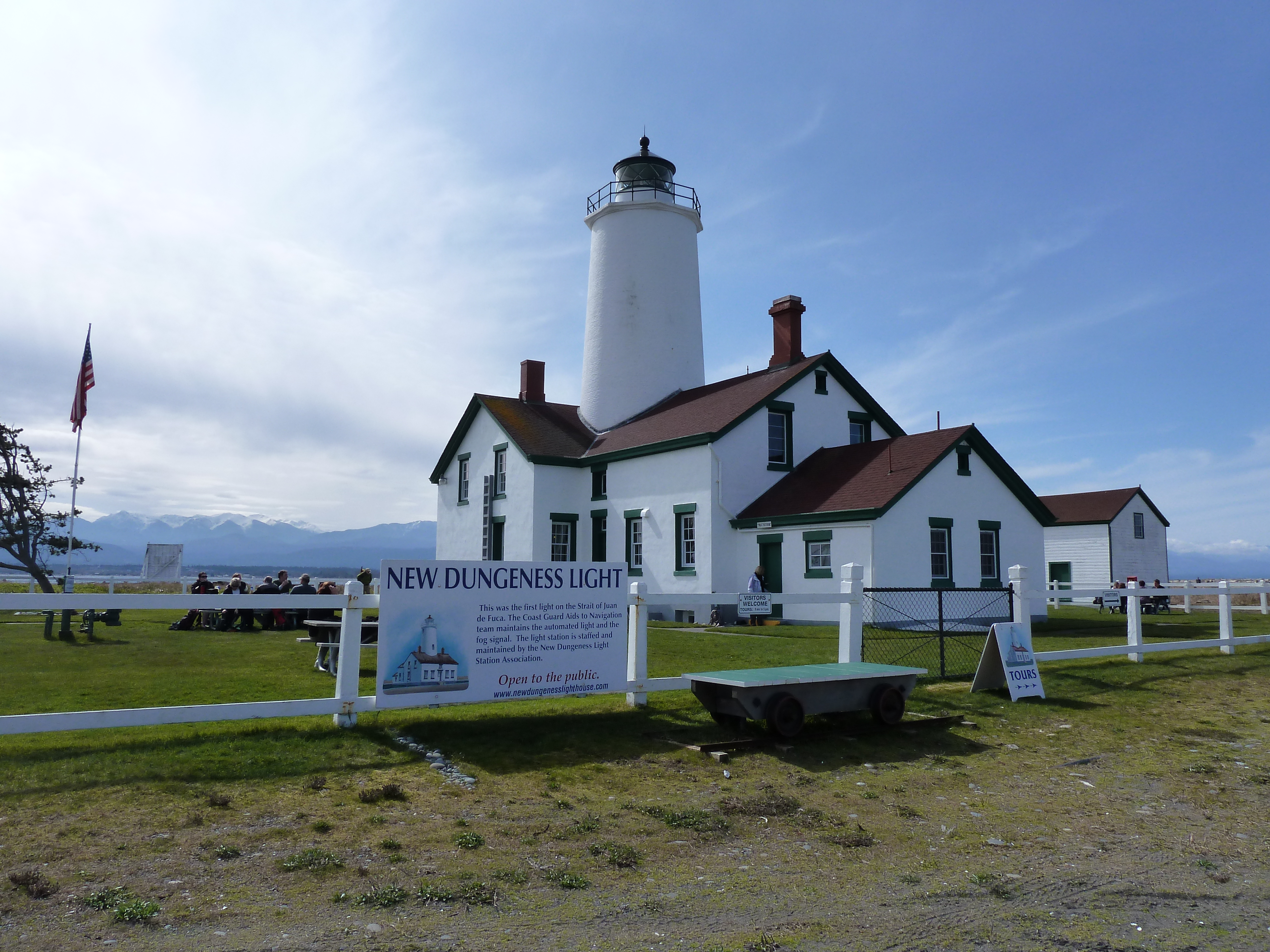
Vuurtoren Dungeness

Op de uiterste oostelijke punt staat sinds 1857 een vuurtoren, de New Dungeness Light Station. Het was de eerste vuurtoren in de staat en is een belangrijk navigatiehulpmiddel voor de schepen in de Straat van Juan de Fuca. Op 14 december 1857 voerde de vuurtoren voor het eerst licht. In 1927 werd de toren ingekort, van bijna 28 meter (91 voet) naar de huidige 19 meter (63 voet). In 1934 kreeg de vuurtoren elektriciteit. In 1976 werd het licht en de misthoorn geautomatiseerd. Er bleef een vuurtorenwachter actief, maar in 1994 trok de Amerikaanse kustwacht deze weg van de vuurtoren.
Voor het behoud van de vuurtoren en gebouwen werd de New Dungeness Light Station Association opgericht. In 1993 werd de vuurtoren opgenomen in de National Register of Historic Places. De vuurtoren is alleen te voet te bereiken. Een wandeling heen en terug duurt circa 4 tot 6 uur.